# Mljetičak
Mljetičak (cyr. Мљетичак) – wieś w Czarnogórze, w gminie Šavnik. W 2011 roku liczyła 32 mieszkańców.